# Middletown (Kentucky)
Middletown és una població dels Estats Units a l'estat de Kentucky. Segons el cens del 2000 tenia 5.744 habitants.

## Demografia
Segons el cens del 2000, Middletown tenia 5.744 habitants, 2.391 habitatges, i 1.654 famílies. La densitat de població era de 456,3 habitants/km².
Dels 2.391 habitatges en un 33% hi vivien nens de menys de 18 anys, en un 55,7% hi vivien parelles casades, en un 11,2% dones solteres, i en un 30,8% no eren unitats familiars. En el 26,9% dels habitatges hi vivien persones soles el 9,5% de les quals corresponia a persones de 65 anys o més que vivien soles. El nombre mitjà de persones vivint en cada habitatge era de 2,4 i el nombre mitjà de persones que vivien en cada família era de 2,92.
Per edats la població es repartia de la següent manera: un 24,8% tenia menys de 18 anys, un 6,4% entre 18 i 24, un 31,1% entre 25 i 44, un 25,6% de 45 a 60 i un 12,1% 65 anys o més.
L'edat mediana era de 38 anys. Per cada 100 dones de 18 o més anys hi havia 84,5 homes.
La renda mediana per habitatge era de 53.608 $ i la renda mediana per família de 61.667 $. Els homes tenien una renda mediana de 45.417 $ mentre que les dones 33.135 $. La renda per capita de la població era de 26.660 $. Entorn del 2,3% de les famílies i el 4,1% de la població estaven per davall del llindar de pobresa.

## Poblacions més properes
El següent diagrama mostra les poblacions més properes.